# Rio Leão (vattendrag i Brasilien, lat -27,28, long -51,53)
Rio Leão är ett vattendrag i Brasilien.   Det ligger i delstaten Santa Catarina, i den södra delen av landet, 1 300 km söder om huvudstaden Brasília.
I omgivningarna runt Rio Leão växer huvudsakligen savannskog. Runt Rio Leão är det mycket glesbefolkat, med 4 invånare per kvadratkilometer.